# Milan-San Remo 1952
La 43e édition de la course cycliste, Milan-San Remo a eu lieu le 19 mars 1952 et a été remportée par Loretto Petrucci. Il s'impose au sprint devant un groupe composé de 14 coureurs.
La course est l'une des épreuves comptant pour le Challenge Desgrange-Colombo.

## Classement final
|    | Cycliste           | Équipe                 | Temps           |
| -- | ------------------ | ---------------------- | --------------- |
| 1  | Loretto Petrucci   | Bianchi-Pirelli        | 7 h 22 min 07 s |
| 2  | Giuseppe Minardi   | Legnano                | m. t.           |
| 3  | Serge Blusson      | Stella-Huret           | m. t.           |
| 4  | Raphaël Géminiani  | Bianchi-Pirelli        | m. t.           |
| 5  | Rodolfo Falzoni    | Guerra-Ursus           | m. t.           |
| 6  | Vittorio Seghezzi  | Welter-Ursus           | m. t.           |
| 7  | Fritz Schaer       | Arbos-Pirelli          | m. t.           |
| 8  | Jean Robic         | Bottecchia             | m. t.           |
| 9  | Giovanni Pettinati | Benotto-Fiorelli-Salus | m. t.           |
| 10 | Rinaldo Moresco    | Arbos-Pirelli          | m. t.           |